# Карл I (герцог Пфальц-Цвейбрюккен-Биркенфельда)
Карл I (4 сентября 1560, Нойбург-ан-дер-Донау, Швабия — 16 декабря 1600, Биркенфельд) — пфальцграф Рейна, герцог Баварский, граф Фельденца и Шпонгейма; герцог Пфальц-Цвейбрюккен-Биркенфельда в 1569—1600 годах.

## Жизнь
Карл родился в Нойбурге в 1560 году и был младшим сыном Вольфганга, пфальцграфа Цвейбрюккена. После смерти отца в 1569 году Карл и его братья разделили отцовские территории: Карл получил долю Пфальца в графстве Спонхайм, небольшую территорию вокруг Биркенфельда. Карл является основателем дома Пфальц-Биркенфельд.
В 1590 году он женился на Доротее Брауншвейг-Люнебургской (1570—1649), дочери Вильгельма Младшего Брауншвейг-Люнебургского. Дети:
- Георг Вильгельм (1591—1669)
- София (1593—1676), жена Крафта VII
- Фридрих (1594—1626)
- Кристиан I (1598—1654)

Карл умер в Биркенфельде в 1600 году и был похоронен в Майзенхайме. Он был князем относительно неважного в политическом плане государства, однако короли Баварии произошли именно от него.